# Сумсабашево
Сумсабашево (баш. Сумсабаш) — деревня в Бураевском районе Республики Башкортостан Российской Федерации. Входит в состав Ванышевского сельсовета.

## География

### Географическое положение
Расстояние до:
- районного центра (Бураево): 20 км,
- центра сельсовета (Ваныш-Алпаутово): 8 км,
- ближайшей ж/д станции (Янаул): 88 км.

## Население
| 2002 | 2009 | 2010 |
| ---- | ---- | ---- |
| 3    | ↗5   | ↘2   |

Согласно переписи 2002 года, преобладающая национальность — башкиры (100 %).